# Grand Théatre de Rabat

Grand Théatre de Rabat und Tour Mohammed VI

Das Grand Théatre de Rabat (arabisch المسرح الكبير للرباط, DMG al-Masraḥ al-kabīr li-r-Ribāṭ) ist der letzte zu Lebzeiten der irakisch-britischen Architektin Zaha Hadid (gest. 2016) begonnene Bau. Es ist Teil eines Planes des marokkanischen Königs Mohammed VI. zur Modernisierung der Hauptstadt. Das Theater steht auf einer Grundfläche von 27.000 m² und bietet Platz für ca. 1800 Besucher.

## Lage
Das Theater befindet sich auf dem Südufer des Flusses Bou-Regreg im Nordosten der marokkanischen Hauptstadt Rabat. In der Nähe stehen die Ruinen der meist nur als Hassan-Turm bezeichneten almohadischen Moschee und auch die Meriniden-Nekropole der Chellah ist nicht weit entfernt; auf dem Nordufer des Bou-Regreg erhebt sich der in den Jahren 2017–2023 erbaute und weithin sichtbare Tour Mohammed VI.

## Baugeschichte
Mit den Planungen wurde im Jahr 2010 begonnen, die Grundsteinlegung erfolgte im Jahr 2014 und die Fertigstellung geschah im Jahr 2021. Die Einweihung erfolgte im Oktober 2024 durch die von Brigitte Macron begleitete Lalla Hasna, der jüngsten Schwester des marokkanischen Königs.

## Architektur
Das im Äußeren nahezu muschelartig wirkende Theater zeigt im Inneren kantig-kristalline Formen, die weniger optisch-ästhetische als vielmehr akustische Gründe haben. Die Baukosten werden mit 2 Milliarden MAD (ca. 200 Millionen Euro) beziffert.